# Châlons-du-Maine

Châlons-du-Maine este o comună în departamentul Mayenne, Franța. În 2009 avea o populație de 618 de locuitori.

## Personalități născute aici
- Jules Renard (1864 - 1910), scriitor.